# Engaño del platillo volador de Twin Falls
El engaño del platillo volador de Twin Falls fue un bulo sobre un platillo volador descubierto en Twin Falls, Idaho, Estados Unidos, el 11 de julio de 1947. En medio de una ola nacional de presuntos avistamientos de «platillos voladores», los residentes de Twin Falls informaron haber recuperado un platillo de unos 75 cm. Funcionarios del FBI y del ejército tomaron posesión del platillo y rápidamente proclamaron que el objeto era un engaño. La prensa informó que adolescentes locales admitieron haber perpetrado el engaño.

## Trasfondo
El 24 de junio de 1947, el piloto civil Kenneth Arnold informó sobre el avistamiento de «platillos voladores». Para el 27 de junio, se informaron avistamientos de discos en todo el país.
El 1 de julio, el periódico Times-News de Twin Falls declaró que «los platillos voladores han invadido» la región de Twin Falls después de que un guardabosques y su acompañante informaron haber visto de ocho a diez «platillos» volando en forma de V sobre Galena Summit. Los dos hombres estaban marcando madera a unas tres millas al sur de Galena Summit cuando, según los informes, escucharon un zumbido en lo alto y vieron objetos brillantes sobre ellos. Uno de los testigos, Walter Nicholson, fue citado diciendo que «no se parecía en nada a un avión».
Al día siguiente, el 2 de julio, la prensa informó sobre un segundo avistamiento. Según los informes, el Sr. y la Sra.  J. F. Meuser conducía cerca de Malta, Idaho, cuando vieron una «gran bola de fuego» solitaria del tamaño de la luna, solo que «mucho más brillante».
Se informó un tercer avistamiento el 3 de julio; el capataz ferroviario B. G. Tiffany se puso en contacto con el Times-News con una historia de él y su tripulación, que habían visto una flota de nueve platillos volando silenciosamente en forma de V sobre Hollister, Idaho, un mes antes. Dos avistamientos adicionales fueron reportados el 4 de julio. El residente de Twin Falls, R. L. Dempsey, informó haber visto dos platillos sobre la ciudad. Tres residentes de Richfield, Idaho, informaron haber visto un solo platillo.
El 5 de julio, un grupo de 60 excursionistas supuestamente fue testigo de 35 platillos en los cielos de Twin Falls, lo que lo convierte en «el mayor número de dispositivos misteriosos reportados en cualquier parte del país», según la prensa local. El 7 de julio, se informaron avistamientos adicionales, y un informe nombró a tres niños de 14 a 15 años como testigos de un platillo solitario que era «del tamaño de una rueda de escúter».
El platillo de Twin Falls no fue la primera historia de un platillo recuperado. El 8 de julio, se informó que el personal del Ejército en Roswell había recuperado un 'disco volador'; al día siguiente, se informó que los restos de Roswell eran un globo meteorológico ordinario. El 10 de julio, United Press informó sobre un platillo falso supuestamente recuperado en North Hollywood.

## 'Disco' de Twin Falls
El 11 de julio, la prensa informó de la recuperación de un platillo de unos 75 cm de diámetro del patio de una casa de Twin Falls. Los residentes informaron haber escuchado un «golpe sordo» alrededor de las 2:30 pero descartaron el ruido como un camión. A las 8:20 am, un vecino de al lado supuestamente descubrió un «platillo» y contactó a la policía.
La policía local llegó y se apoderó del objeto. El asunto fue remitido tanto al FBI como a la inteligencia militar. Múltiples oficiales de Fort Douglas volaron para investigar. La prensa local presentó un artículo sobre cómo el Ejército mantenía en secreto «a capa y espada» la investigación del disco, mencionando que se confiscaron fotografías del objeto.
Ese mismo día, el FBI informó que el objeto había sido entregado al Ejército. El 12 de julio, se informó a nivel nacional que el platillo de Twin Falls era un engaño. La prensa local informó que cuatro adolescentes habían confesado haber creado el platillo. Luego se publicaron fotos del objeto.

### Descripción
Se describió que el objeto contenía tubos de radio, bobinas eléctricas y cables debajo de una cúpula de plexiglás. Según Deseret News:

«Se describe que el disco tiene treinta pulgadas de diámetro y se asemeja a la base de un candelabro antiguo. Tiene una burbuja en forma de cúpula, hecha de plexiglás, en un lado y una burbuja en forma de cúpula de acero en el otro. Dentro de la cúpula de plástico hay tres tubos de radio pintados de plata con cables conectados a lo que parece ser una bobina electromagnética en el exterior».

El Independent Record lo describió con más detalle, afirmando: «El objeto medía 30½ pulgadas de diámetro con una cúpula de metal en un lado y una cúpula de plástico de unas 14 pulgadas de alto en el lado opuesto, anclado en su lugar por lo que parecían ser pernos de estufa. El dispositivo está pintado de oro por un lado y plateado (ya sea de acero inoxidable, aluminio o estaño) por el otro. Parecía haber sido producido por una máquina».

## Recepción e influencia
El engaño de Twin Falls, con su imagen publicada a nivel nacional que muestra a un oficial del ejército perplejo sosteniendo un objeto con forma de platillo, de construcción mundana, ha sido llamado el «golpe de gracia de la cobertura de prensa» a los avistamientos de platillos voladores de 1947. En los días posteriores a la historia, «los reportes en la prensa [de avistamientos] cayeron rápidamente».
El engaño de Twin Falls no fue el último engaño de un platillo recuperado. El 28 de julio de 1947, pocas semanas después del engaño de Twin Falls, hubo informes de restos de disco recuperados en Maury Island, Washington. En 1949, circuló otra historias sobre un «platillo estrellado» como parte del engaño OVNI de Aztec, Nuevo México. Décadas más tarde, teóricos marginales de la conspiración como Kenn Thomas y Nick Redfern citarían el engaño de Twin Falls en relación con las teorías de conspiración del ocultamiento extraterrestre y las teorías de conspiración sobre el asesinato de JFK.